# Sunikari
Sunikari är en strand i Finland. Den ligger i Karlö kommun i landskapet Norra Österbotten, i den centrala delen av landet, 500 km norr om huvudstaden Helsingfors.